# Hontecillas
Hontecillas és un municipi de la província de Conca, a la comunitat autònoma de Castella-La Manxa. Està situat entre els municipis de Buenache de Alarcón i Valverde de Júcar, a la comarca de La Manchuela.